# Ле-Бур-д’Ам
Ле-Бур-д’Ам (фр. Le Bourg-d’Hem, окс. Le Borg d’Hem) — коммуна во Франции, находится в регионе Лимузен. Департамент коммуны — Крёз. Входит в состав кантона Бонна. Округ коммуны — Гере.
Код INSEE коммуны — 23029.

## Население
Население коммуны на 2010 год составляло 227 человек.
| 1962 | 1968 | 1975 | 1982 | 1990 | 1999 | 2010 |
| ---- | ---- | ---- | ---- | ---- | ---- | ---- |
| 401  | 361  | 294  | 290  | 278  | 235  | 227  |

## Экономика
В 2010 году среди 125 человек трудоспособного возраста (15—64 лет) 82 были экономически активными, 43 — неактивными (показатель активности — 65,6 %, в 1999 году было 63,7 %). Из 82 активных жителей работали 79 человек (43 мужчины и 36 женщин), безработных было 3 (1 мужчина и 2 женщины). Среди 43 неактивных 8 человек были учениками или студентами, 27 — пенсионерами, 8 были неактивными по другим причинам.